# Classe Iva
Le unità appartenenti alla classe Iva (progetto B-88 Vikhr secondo la classificazione russa) sono rimorchiatori di grandi dimensioni costruiti in Polonia durante gli anni ottanta. La classificazione russa è SB (Spastel'niy Buksir: rimorchiatore da salvataggio).

## Utilizzo
I rimorchiatori della classe Iva sono stati progettati appositamente per l'evacuazione dell'equipaggio di navi in difficoltà. Ogni unità è in grado di trasportare ben 50 evacuati. Inoltre, questi rimorchiatori sono equipaggiati con numerosi cannoni ad acqua per la lotta antincendio.
Sono molto utilizzate anche per l'appoggio alle piattaforme petrolifere.
Le unità costruite, complessivamente, sono una quindicina. Di queste, quattro sono operative con la Marina Militare Russa (più esattamente, si tratta dei Vikhr-5, Vikhr-6, Vikhr-8 e Vikhr-9), nove sono in servizio per usi civili ed una è stata venduta al Vietnam nel 1992.